# Final del Campionat del Món de Clubs de futbol 2000
La final del Campionat del Món de Clubs de futbol 2000 fou un partit de futbol disputat a l'Estádio do Maracanã de Rio de Janeiro el 14 de gener de 2000. Fou una final completament brasilera, entre el Corinthians i el Vasco da Gama que va decidir el Campionat del Món de Clubs de futbol 2000. Després d'un empat sense gols en els 120 minuts de joc, el Corinthians va guanyar la tanda de penals per 4–3, esdevenint així el primer club en guanyar la coppa del món de la FIFA, i també el primer en vèncer un equip del seu mateix país a la final.
|  |

## Partit

### Detalls
| Corinthians                                          | 0–0 (pr.) | Vasco da Gama                                        |
| ---------------------------------------------------- | --------- | ---------------------------------------------------- |
|                                                      | Detalls   |                                                      |
| Tanda de penals                                      |           |                                                      |
| Rincón · Fernando Baiano · Luizão · Edu · Marcelinho | 4–3       | Romário · Alex Oliveira · Gilberto · Viola · Edmundo |

| Corinthians | Vasco da Gama |

| GK                  | 1  | Dida               |      |      |
| RB                  | 2  | Índio              | 97'  |      |
| CB                  | 3  | Adilson            | 75'  |      |
| CB                  | 16 | Fábio Luciano      |      |      |
| LB                  | 6  | Kléber             |      |      |
| CM                  | 5  | Vampeta            |      | 91'  |
| CM                  | 8  | Freddy Rincón (c)  | 43'  |      |
| RW                  | 7  | Marcelinho Carioca |      |      |
| LW                  | 11 | Ricardinho         |      | 45'  |
| SS                  | 10 | Edílson            |      | 113' |
| CF                  | 9  | Luizão             | 113' |      |
| Suplents:           |    |                    |      |      |
| MF                  | 20 | Edu                |      | 45'  |
| MF                  | 23 | Gilmar Fubá        |      | 91'  |
| FW                  | 17 | Fernando Baiano    |      | 113' |
| Entrenador:         |    |                    |      |      |
| Oswaldo de Oliveira |    |                    |      |      |

| GK            | 12 | Helton               |     |      |
| RB            | 15 | Paulo Miranda        | 54' |      |
| CB            | 3  | Odvan                |     |      |
| CB            | 4  | Mauro Galvão         |     |      |
| LB            | 13 | Gilberto             |     |      |
| DM            | 5  | Amaral               | 33' |      |
| RM            | 8  | Juninho Pernambucano |     | 96'  |
| LM            | 6  | Felipe               |     | 102' |
| AM            | 9  | Ramon                | 16' | 111' |
| CF            | 10 | Edmundo (c)          | 98' |      |
| CF            | 11 | Romário              |     |      |
| Suplents:     |    |                      |     |      |
| FW            | 19 | Viola                |     | 96'  |
| MF            | 23 | Alex Oliveira        |     | 102' |
| FW            | 7  | Donizete             |     | 111' |
| Entrenador:   |    |                      |     |      |
| Antônio Lopes |    |                      |     |      |

| Jens Larsen (Dinamarca) Fernando Cresci (Uruguai) Quart àrbitre: William Mattus (Costa Rica) |